# No Nut November
No Nut November är en internetutmaning som handlar om avhållsamhet, där deltagarna avstår från  orgasmer under november. Det uppstod i början av 2010-talet och växte i popularitet på sociala medier under och efter 2017. "Nut" är ett engelsk slanguttryck för manlig ejakulation.

## Historia
Även om No Nut November ursprungligen var tänkt att vara satirisk, påstod vissa deltagare att avståendet från utlösning och konsumtionen av pornografi har vissa positiva hälsoeffekter. Ett Urban Dictionary inlägg för No Nut November publicerades 2011. Först 2017 började rörelsen att få uppmärksamhet på sociala medier. Rörelsen är associerad med NoFap gruppen på Reddit, som uppmanar sina medlemmar att avstå onani. Reddit gruppen /r/NoNutNovember växte från 16,500 medlemmar i November 2018 till 52 000 medlemmar från och med november 2019, till 85 300 i november 2020 och till 107 800 ett år senare. 
Efter några högerextrema offentliga personer, däribland Paul Joseph Watson, främjat kampanjen föreslog EJ Dickson av Rolling Stone att rörelsen har adjungerats av höger. Vice Media kritiserade utmaningen 2018 efter att anhängare skickat hot till xHamster på Twitter. 

## Destroy Dick December
Destroy Dick December (svenska: förstör penis december) är en relaterad internetutmaning till No Nut November som fungerar som utmaningens motsats. Utmaningen uppmuntrar deltagare att delta i sexuella aktiviteter som samlag och onani, efter att ha avstått från dem under föregående månad. Varje dag får deltagare i utmaningen orgasm, eller "nut", ett antal gånger lika med dagens plats i månaden. Det börjar alltså med en "nut" den första december och slutar med trettioen "nuts" den 31 december.